# Schönthal (Nümbrecht)
Schönthal ist ein Ortsteil von Nümbrecht im Oberbergischen Kreis im südlichen Nordrhein-Westfalen innerhalb des Regierungsbezirks Köln.

## Lage und Beschreibung
Der Ort liegt zwischen Marienberghausen im Norden und Herfterath im Süden, hier beginnt die Landstraße 339. Der Ort liegt in Luftlinie rund 4 Kilometer westlich vom Ortszentrum von Nümbrecht entfernt.

## Wirtschaft und Industrie
Der landwirtschaftliche Betrieb „Hof Alpermühle“ vermarktet Eier aus ökologischer Erzeugung. Die Eier werden über den Naturkostfachhandel in NRW vermarktet. Der Hof Alpermühle ist Mitglied im Erzeugerverbund „bergisch pur“ und vertreibt die Produkte an den regionalen Einzelhandel.
Die Firma Klose & Debus GbR betreibt einen Onlineshop für biologisches Hühnerfutter und Eierverpackungen.

## Bus und Bahnverbindungen

### Bürgerbus
Haltestelle des Bürgerbuses der Gemeinde Nümbrecht.
Route:Grüntal - Vorholz
- Herfterath-Heide-Kurtenbach-Rose-Niederbreidenbach
- Alsbach-Oberelben-Nippes-Nümbrecht/Busbahnhof

### Linienbus
Haltestelle Schönthal:
- 324  Nümbrecht-Schulzentrum, Wiehl (OVAG, Schulbus)

Von der Haltestelle „Schönthal Herfterath“ kann das Anruf-Sammel-Taxi der Gemeinde Much genutzt werden.